# Jatropha gossypiifolia
Jatropha gossypiifolia är en törelväxtart som beskrevs av Carl von Linné. Jatropha gossypiifolia ingår i släktet Jatropha och familjen törelväxter.

## Underarter
Arten delas in i följande underarter:
- J. g. elegans
- J. g. gossypiifolia

## Bildgalleri

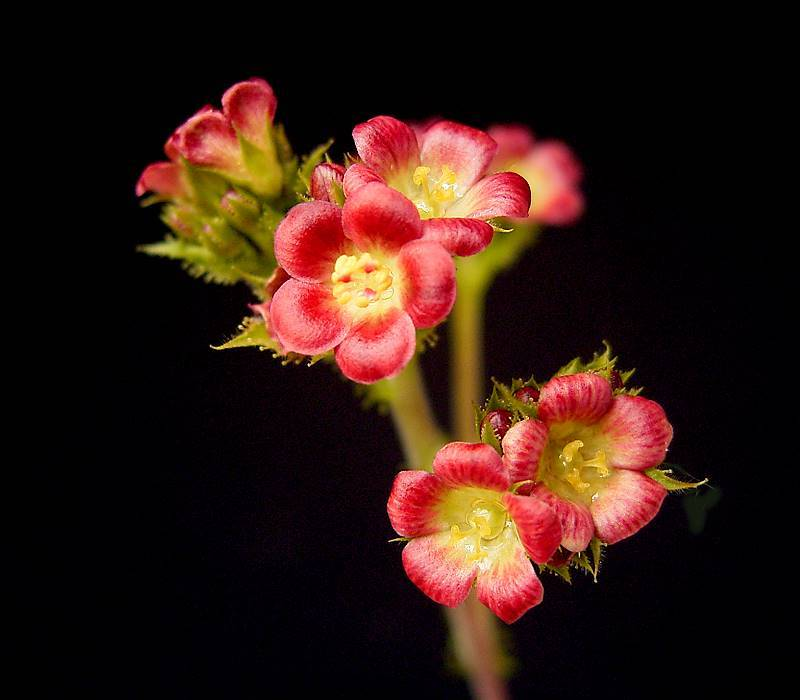
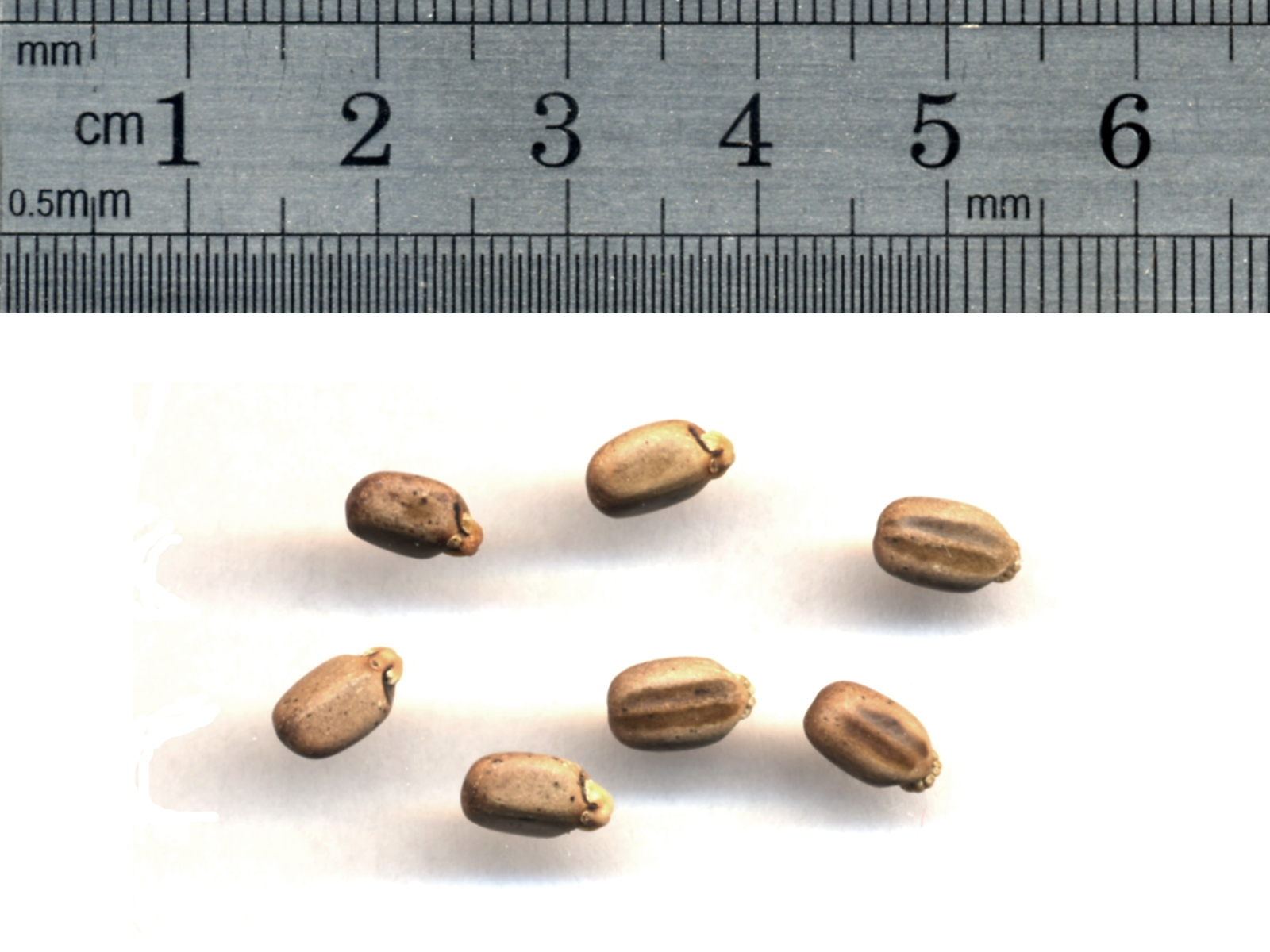
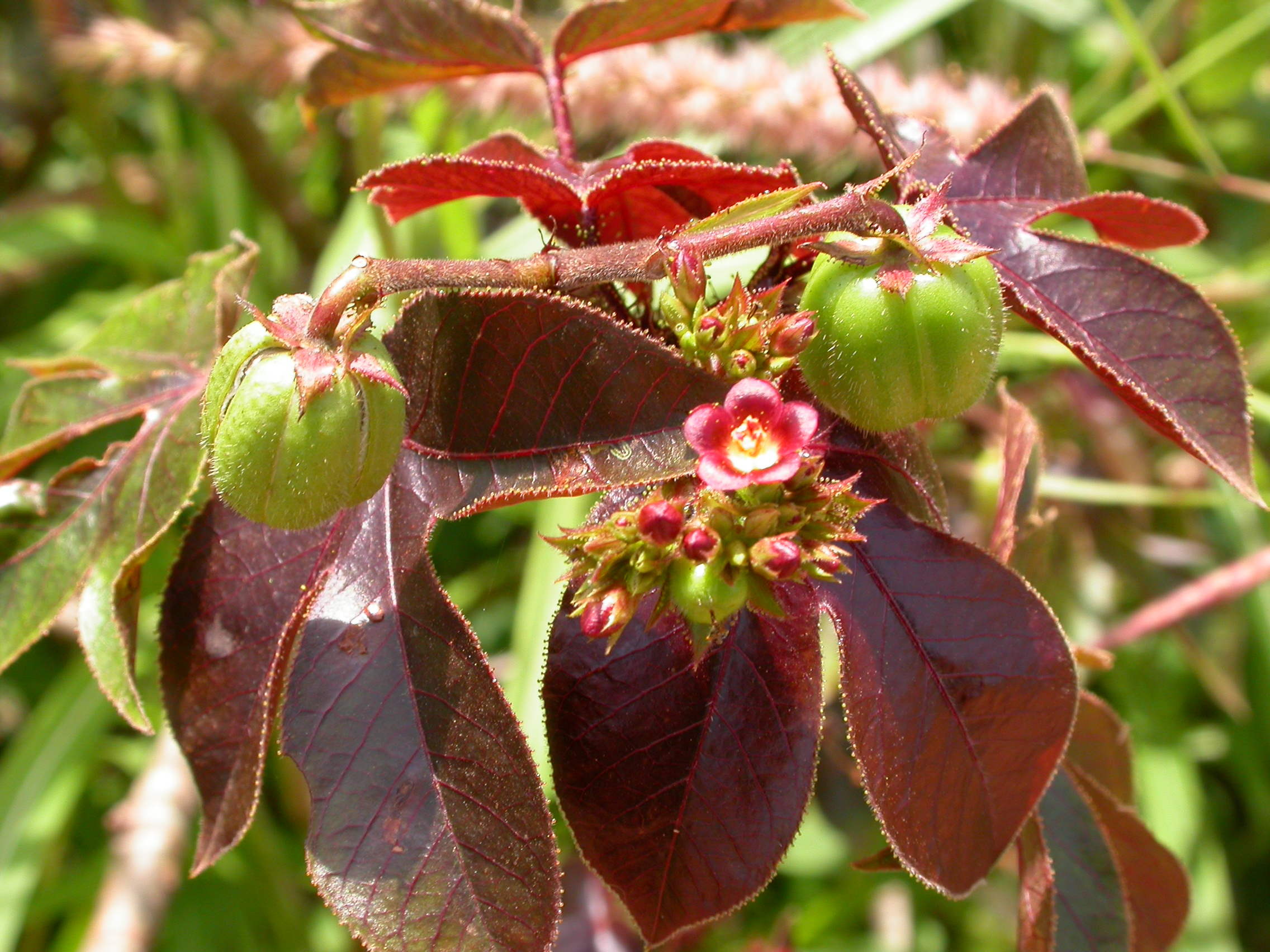
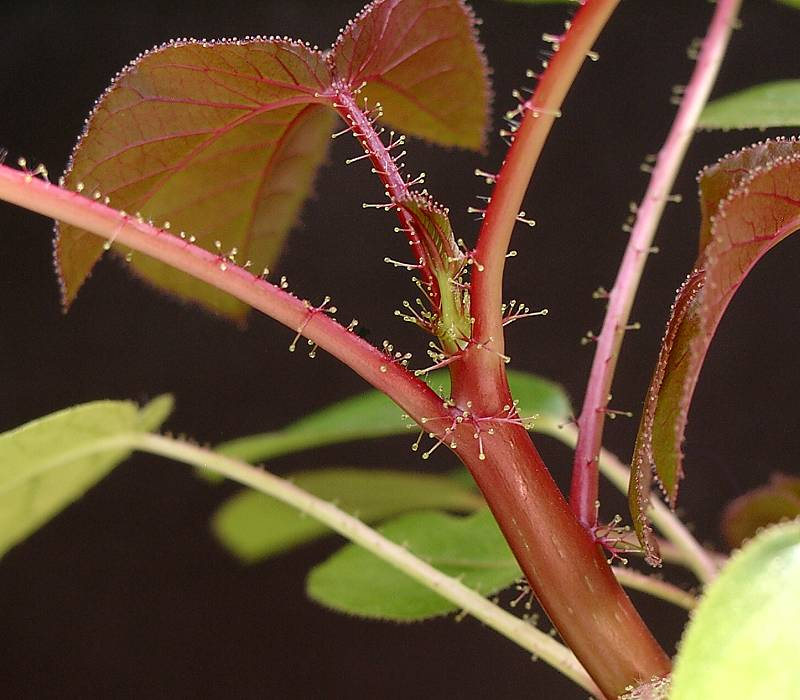
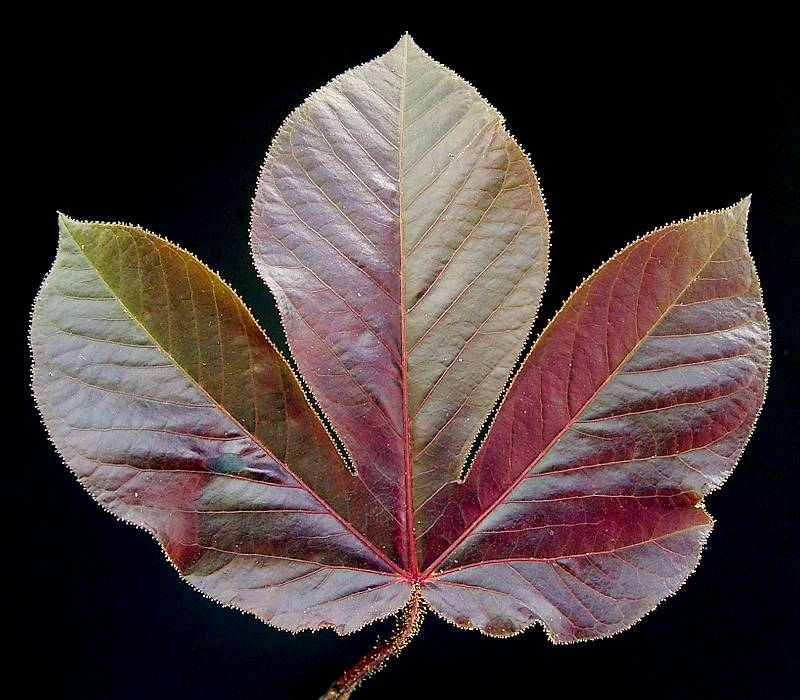
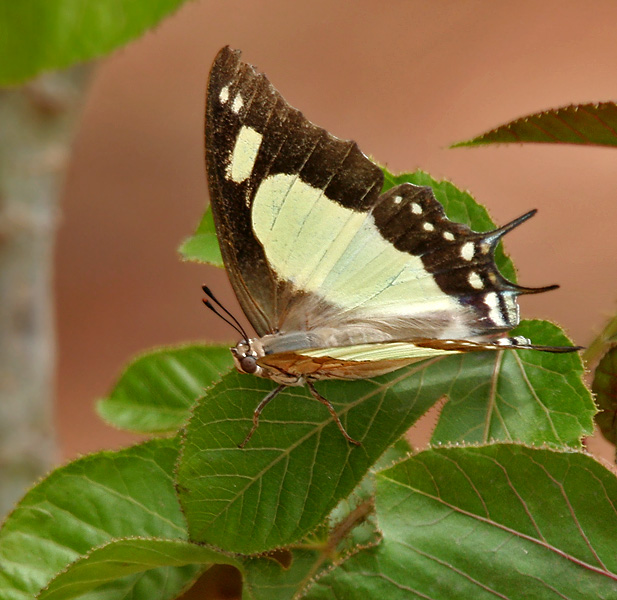